# Edith Schönenberger
Edith Schönenberger, née le 20 janvier 1954, est une coureuse cycliste suisse.

## Biographie
En 1988, elle est 18e de la course en ligne des Jeux olympiques de Séoul.

## Palmarès sur route
Palmarès sur route

### Palmarès par années
- 1983
  - GP Chiasso
- 1984
  -  Championne de Suisse sur route
- 1985
  -  Championne de Suisse sur route
  - Eschborn-Frankfurt City Loop
  - 7e étape de Ronde de Norvège
- 1986
  -  Championne de Suisse sur route
  - 9e étape de Ronde de Norvège
- 1987
  -  Championne de Suisse sur route
  - Leimentalrundfahrt
  - Meisterschaft von Zürich
  - Tour du Haut-Lac
  - 1re étape du Tour de l'Aude cycliste féminin
  - 2e du Grand Prix Cham-Hagendorn
- 1988
  - Leimentalrundfahrt
  - Bowil - Röthenbach im Emmental
  - Allschwil, Criterium
  - GP Winterthur
  - Freienbach
  - Giro del Lago Maggiore
- 1989
  -  Championne de Suisse sur route
  - Auffahrtskriterium Diessenhofen
  - Dintikon, Criterium
  - GP Kanton Aargau Gippingen
  - Fisibach
  - 1re étape du GP canton de Zürich
  - 8e du championnat du monde sur route par équipes